# Медаль Победы (Чехословакия)
Медаль Победы (Чехословакия) (чеш. Mezispojenecka medaile za vítězství) — чехословацкая награда, учреждённая в 1919 году. Аналогична прочим наградам союзников в ознаменование победы в Первой мировой войне.
Медалью награждено около 89 500 человек; его носили в верхней левой части груди на ленте, которая, как и у других стран, имела цвета двойной радуги с красным центром.
Дизайн медали разработан Отакаром Шпаниелем.

## Исторический контекст
Первая Чехословацкая республика, провозглашенная в конце войны в Праге 28 октября 1918 года усилиями небольшой группы ссыльных во главе с Томашем Масариком и Эдвардом Бенешем.
В Париже уже с 1916 года находился Чехословацкий национальный совет, президентом которого был Масарик, признанный союзниками законным и де- факто воюющим правительством в изгнании еще не учреждённой Чехословакии. Основой этого признания было формирование воинских частей, связанных с движением за независимость, под командованием союзников.

## Описание награды

### Медаль
Медаль представляет собой бронзовый диск диаметром 36 мм.
На аверсе чехословацкая версия Ники с поднятыми руками: в левой руке меч в ножнах, а в правой — лавровая ветвь; у его ног побег липовый.
На реверсе в центре малый национальный герб Чехословакии, окруженный десятью липовыми листами, а по краю надпись «SVĚTOVÁ VÁLKA» вверху и «ZA CIVILISACI» внизу («Великая война за цивилизацию»).
Под гербом лента с датами «1914» слева и «1919» справа.